# ワールド・ウイスキー・アワード
ワールド・ウイスキー・アワード（英語：World Whiskies Awards）は、イギリスで開催されているウイスキーの品評会である。
2007年より、イギリスのウイスキー専門の雑誌「ウイスキー・マガジン」（発行：パラグラフ・パブリッシング社）が表彰するもので、各国のウイスキー専門家が、世界各国から選ばれたウイスキーの専門家の試飲（ブラインド・テースティング）を行い、その後各国の優秀ブランドがイギリスに持ち込まれて最終審査を行い、その中から「ブレンデッド・モルトウイスキー（ピュアモルトウイスキー）」「シングルモルトウイスキー」「ブレンデッド・ウイスキー」などの部門に分け、その中から世界最高賞などの優秀作品を決定する。
なお、前身はパラグラフ・パブリッシング社が2001年から隔年で開催してきた「ベスト・オブ・ベスト」である。